# Gurr (Band)
Gurr ist ein deutsches Indie/Rock-Duo, bestehend aus den beiden Musikerinnen Andreya Casablanca und Laura Lee. Der Musikexpress ordnet die Musik dem amerikanischen Slacker-Pop zu. Die Band selbst gibt als Einflüsse unter anderem Jeff the Brotherhood und die Stone Roses an. Ende 2016 haben die Wahlberlinerinnen ihr Debütalbum In My Head veröffentlicht.

## Geschichte

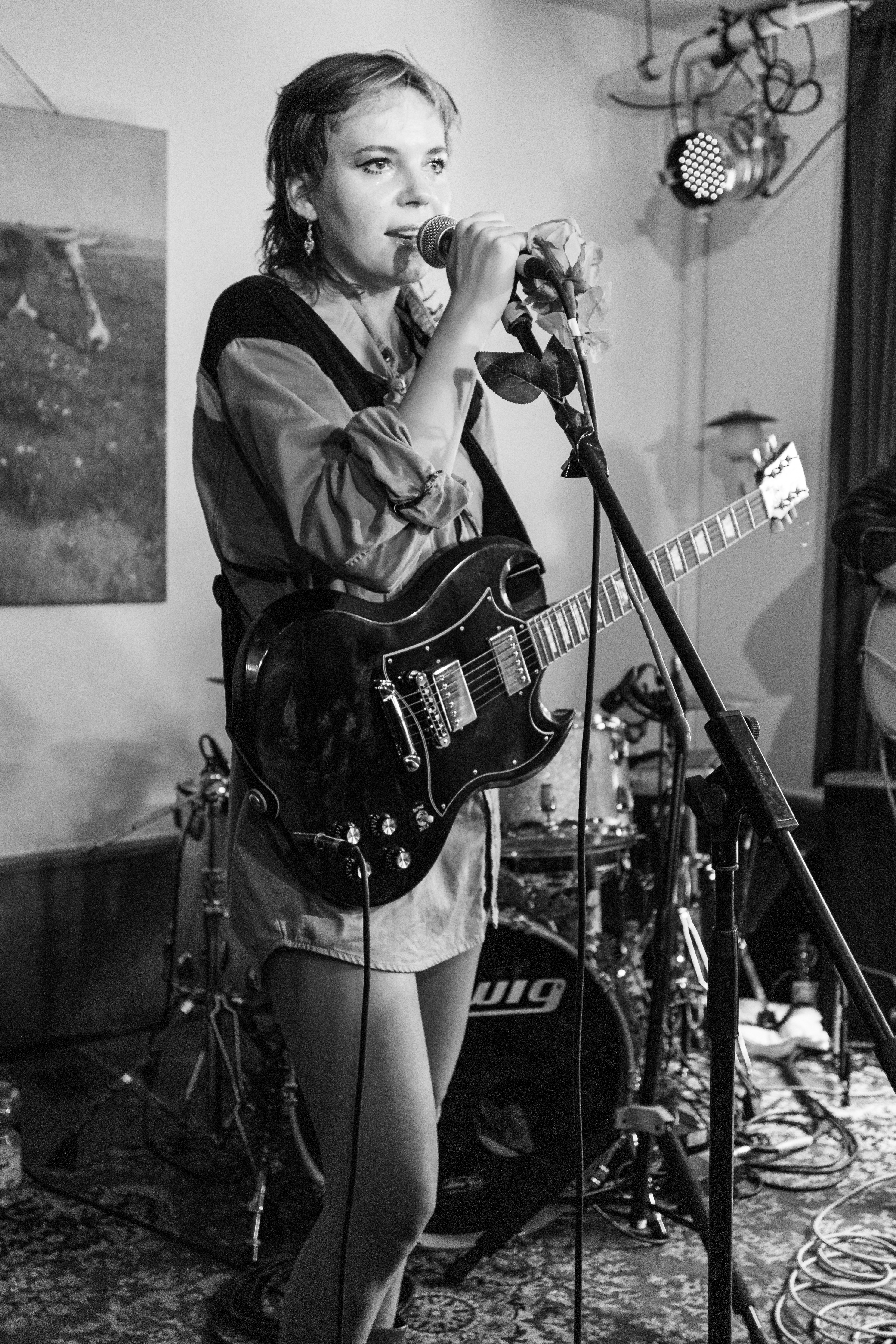
Andreya Casablanca auf dem Haldern Pop Festival 2019.

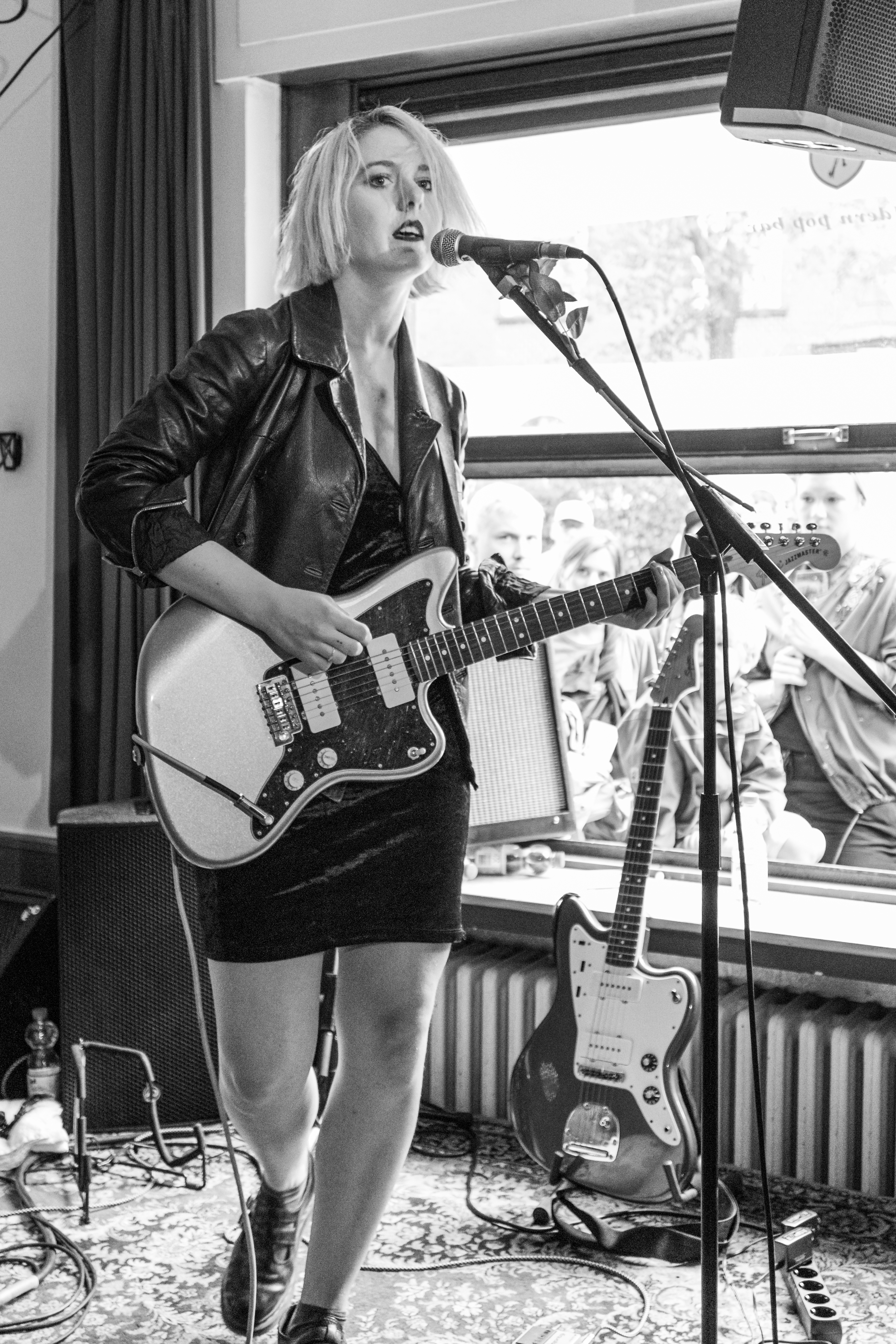
Laura Lee auf dem Haldern Pop Festival 2019.

### 2012: Gründung
Andreya Casablanca (bürgerlich Andrea Wieczorek) aus Nürnberg und die aus der Nähe von Oldenburg stammende Laura Lee (bürgerlich Laura Friedrich) lernten sich 2012 beim Studium der Nordamerikastudien in Berlin kennen und beschlossen, zusammen Musik zu machen. Für ein Jahr hielten sie sich getrennt in den Vereinigten Staaten auf, bis sie für ein paar Wochen als Gurr zusammen kamen und eine kleine Tour an der Ostküste und durch den mittleren Westen der USA spielten.
Lee hat in ihrer Jugend Ten Sing gemacht, Casablanca Blockflöte und Querflöte gespielt. Casablancas Eltern stammen aus Polen. Mit der Band L.A. Crash veröffentlichte Casablanca eine EP und mit der Band No Fun! das Album How I Spent My Bummer Vacation. Für eine Reportage über ihr Auslandsjahr in Kalifornien gewann sie beim Fürther „Hört Hört!“-Wettbewerb 2014 in der Gruppe der 20–26-Jährigen.
Zurück in Berlin spielten die beiden ihre erste EP Furry Dream ein, die am 22. April 2015 veröffentlicht wurde. Bereits mit ihrer EP tourte das Duo im Frühjahr 2016 durch zahlreiche deutsche Städte.

### 2016:Walnuts,Moby DickundIn My Head
Als Vorboten des Debütalbums In My Head wurde im Juni 2016 die Single Moby Dick und anschließend Walnuts veröffentlicht. Im September 2016 spielten Gurr auf dem Reeperbahn Festival in Hamburg und konnten sich dort endgültig als deutscher Newcomer-Act etablieren. Am 14. Oktober 2016 wurde das von Mischkah Wilke in Berlin aufgenommene Debütalbum bei Duchesse Box Records veröffentlicht. Das Album wurde von der deutschen Fachpresse durchgehend positiv aufgenommen. So schreibt das Musikmagazin Intro: „Garagiger Rock ’n’ Roll glänzt durch perfekt aufeinander abgestimmten Gesang [...] und ein Händchen für gut sitzende Melodien.“ Auch Stereogum-Chefredakteur Scott Lapatine nimmt diese in Stereogums Top 10 Songs des Jahres 2016 auf.

### 2017–2018: Internationale Auftritte und Festivals
Im Januar 2017 stellten sich Gurr auf dem Branchenfestival Eurosonic/Noorderslag in Groningen der internationalen Fachpresse vor. Bevor sie von April bis November 2017 unter anderem in Deutschland, den Niederlanden, Frankreich und dem Vereinigten Königreich auf Tour waren, spielten sie eine kleine Tour in Austin auf dem renommierten Film- und Musikfestival SXSW. Ein weiterer Meilenstein war der Besuch bei dem BBC Radio1Radio-Host Huw Stephens, der Gurr in die berühmten Maida Vale Studios in London einlud, um eine Livesession zu spielen. Ende Mai eröffnete das Duo auf dem The Great Escape Festival im britischen Brighton das deutsche Showcase und spielte am 14. Juli noch einmal in England auf dem Latitude Festival. Gurr waren außerdem auf dem Blue Balls Festival vertreten und begleiteten im Oktober die deutsche Rockband Kraftklub auf ihrer Keine Nacht für Niemand-Tour auf einigen Terminen. Am 18. November 2017 spielte Gurr mit Isolation Berlin und Love A beim 7. New Fall Festival in Düsseldorf. Im Herbst 2017 wurde Gurr für den „Preis für Popkultur“ als hoffnungsvollste Newcomer nominiert.
2018 spielte die Band auf dem Rock am Ring, bei Rock im Park, beim Deichbrand, auf dem Melt! sowie auf weiteren Indie-Festivals.
Für das „Keine Nacht für Niemand Open Air“ in der ausverkauften Wuhlheide in Berlin wurden Gurr erneut als Vorband von Kraftklub bestätigt und spielten dort ihre bis dato größte Show vor 17.000 Besuchern.

### 2019:She Says
Am 5. April 2019 erschien die EP She Says mit sieben neuen Liedern. Im Februar 2019 wurde ein Musikvideo zu She Says, im März 2019 ein Video zu Zu spät, im April 2019 ein Video zu Fake News und im Mai 2019 ein Video zu Bye Bye veröffentlicht. Im Videoclip zu Zu spät hat Die-Ärzte-Schlagzeuger Bela B einen Gastauftritt, indem er den Nachttalk-Moderator Domian parodiert. Bei dem Gurr-Song handelt es sich um eine eigenständige Komposition und nicht um eine Cover-Version des Ärzte-Songs gleichen Namens von 1985.
Im April 2019 spielte die Band fast drei Wochen lang in Nordamerika als Opening Act für die Post-Punk-Band Priests.

### Seit 2020: Weitere Aktivitäten
2020 wirkten Gurr an der ZDF-ORF-Koproduktion Nicht tot zu kriegen mit, für welche das Duo mehrere Titel komponierte, welche von Iris Berben interpretiert wurden. Darüber hinaus traten Lee und Casablanca im Film gemeinsam mit Berben auf.
Die beiden Bandmitglieder sind jeweils in Soloprojekten aktiv, während ihre Bandtätigkeit pausiert. Im Mai 2020 veröffentlichte Andreya Casablanca die Single Talk About It. Am 24. September 2021 erschien das Album Bright Magic der englischen Band Public Service Broadcasting, auf dem Casablanca den Song Blue Heaven, eine Hommage an Marlene Dietrich, singt. Im Dezember 2021 folgte die Veröffentlichung der LP Wasteland im Bandprojekt Laura Lee & the Jettes, welche auf ein positives Medienecho stieß.

## Diskografie

### Alben
- In My Head (14. Oktober 2016)

### EPs
- Furry Dream (22. April 2015)
- She Says (5. April 2019)

### Singles
- Moby Dick (15. Juli 2016)
- Walnuts (16. September 2016)
- Hot Summer (24. Mai 2018)[31]
- She Says (22. Februar 2019)
- Zu spät (1. März 2019)
- Fake News (15. März 2019)

## Auszeichnungen
- 2017: VUT-Awards: In My Head – Bestes Album[32]